# Jesus College w Oksfordzie
Jesus College (Kolegium Jezusowe, pełna nazwa: Jesus College in the University of Oxford of Queen Elizabeth's Foundation, Kolegium Jezusowe na Uniwersytecie Oksfordzkim, Fundacji Królowej Elżbiety) – jedno z kolegiów wchodzących w skład University of Oxford. Zostało założone 27 czerwca 1571 roku przez królową Elżbietę I, a głównym inicjatorem jego powstania był walijski duchowny i prawnik Hugh Price, znany także jako ap Rhys. Pierwotnym celem istnienia kolegium miało być przede wszystkim kształcenie anglikańskich księży, choć z czasem otworzyło się również na studentów i badaczy świeckich. Aż do drugiej połowy XIX wieku większość profesorów i studentów kolegium stanowili Walijczycy. Kobiety mogą do niego należeć od 1974 roku. 
Obecnie kolegium skupia ok. 475 studentów, z czego ok. 325 osób stanowią słuchacze studiów licencjackich, a ok. 150 osób to magistranci i doktoranci. Od 2015 roku dyrektorem Jesus College jest Sir Nigel Shadbolt, jeden z czołowych brytyjskich informatyków, badający sztuczną inteligencję. Siostrzanym kolegium na Uniwersytecie Cambridge jest tamtejsze Jesus College. Wśród znanych absolwentów kolegium byli m.in. dwukrotny premier Wielkiej Brytanii Harold Wilson, były premier Jamajki Norman Manley oraz archeolog i podróżnik Thomas Edward Lawrence (znany szerzej jako Lawrence z Arabii).

## Galeria

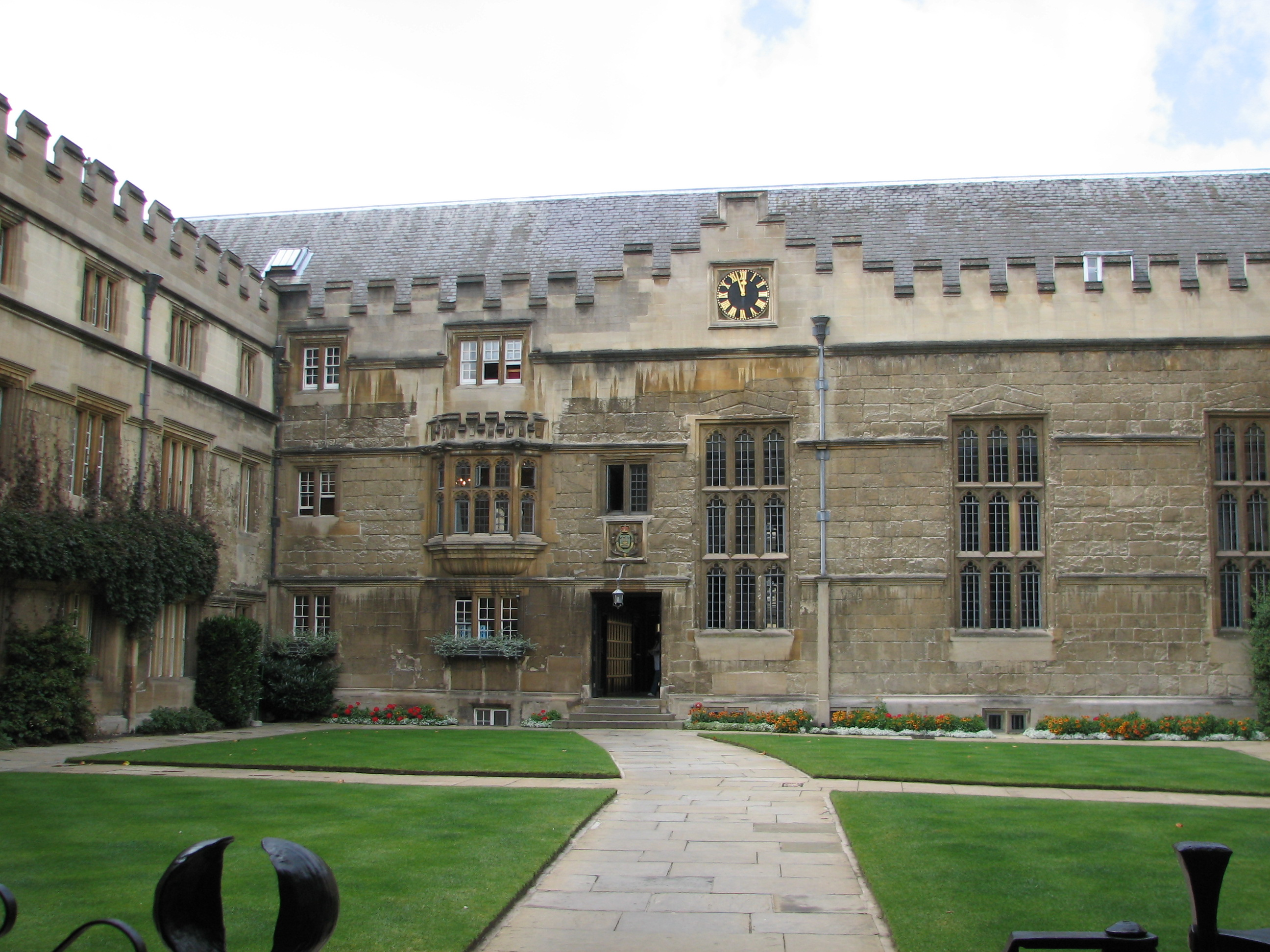
Najstarszy z dziedzińców
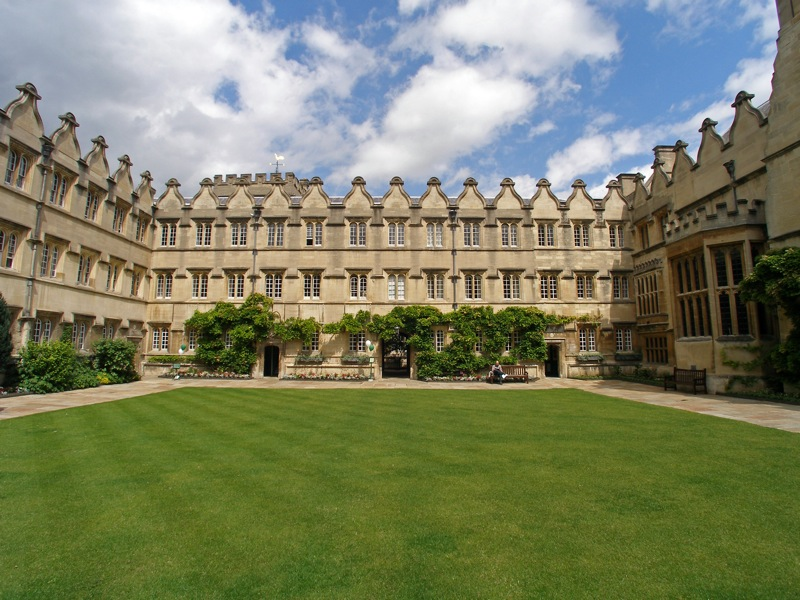
Tzw. drugi dziedziniec
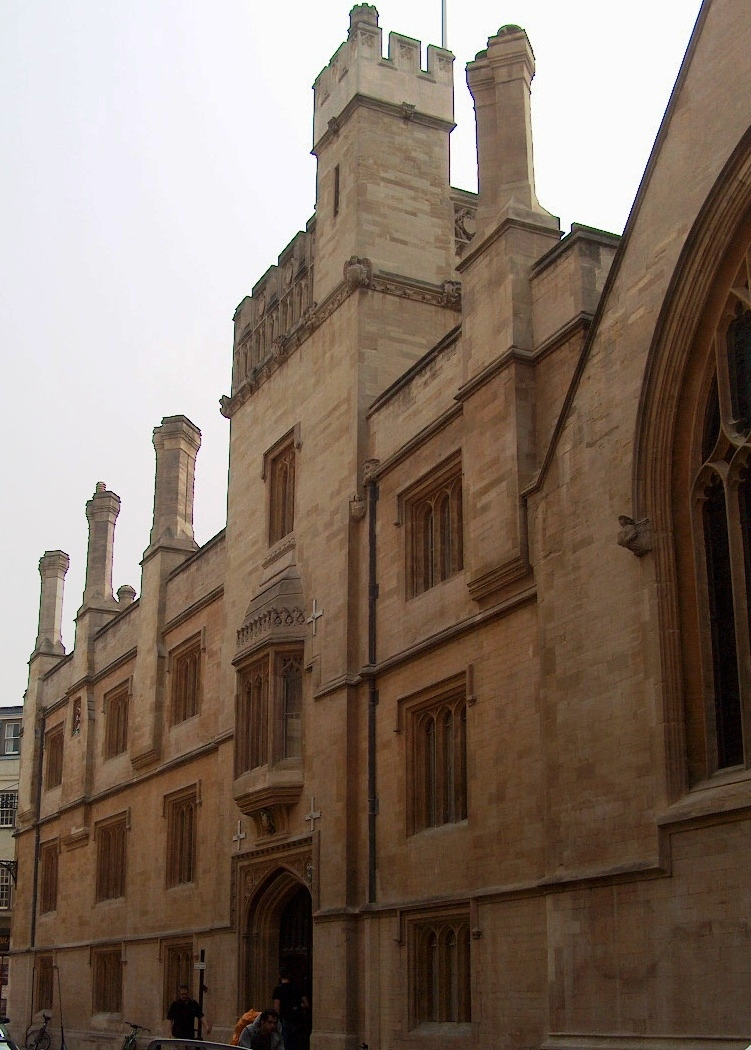
Główne wejście
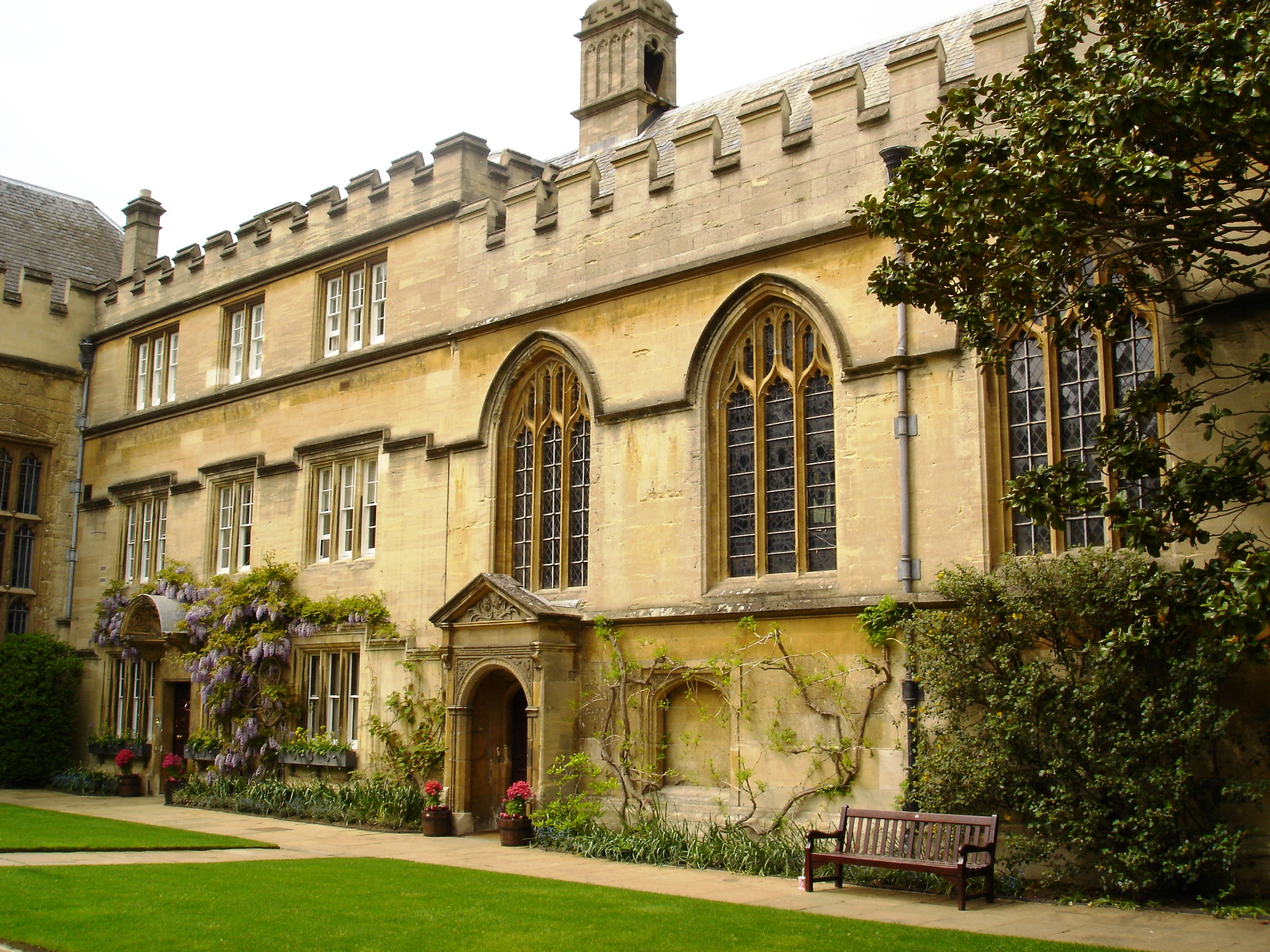
Rezydencja dyrektora i kaplica